# Octombrie 2019
Acest articol este generat integral pe baza informațiilor din articolul 2019 și este actualizat periodic de un robot.
 Editările făcute în articol vor fi șterse la următoarea actualizare! Dacă doriți să faceți modificări, editați articolul-sursă.

ianuarie -
februarie -
martie -
aprilie -
mai -
iunie -
iulie -
august -
septembrie -
octombrie -
noiembrie -
decembrie
Octombrie 2019 a fost a zecea lună a anului și a început într-o zi de marți.

## Evenimente
- 1 octombrie: China sărbătorește a 70-a aniversare a Republicii Populare Chineze cu parade în toată țara, inclusiv o mare paradă militară în capitala Beijing.[1]
- 2 octombrie: Presa de stat din Coreea de Nord spune că țara a testat cu succes un nou tip de rachetă balistică lansată de submarine (SLBM), în largul coastei Wonsan.[2]
- 4 octombrie: În cea de-a treia zi de proteste în Irak, numărul morților ajunge la 100. Guvernul impune aproape întreruperea totală a internetului.[3]
- 5 octombrie: Un grav accident rutier petrecut în localitatea Sfântu Gheorghe din județul Ialomița, unul din cele mai grave din ultimii ani din România, s-a soldat cu 10 persoane decedate și 7 rănite grav.[4]
- 6 octombrie: Arheologii anunță descoperirea lui En Esur, cea mai mare așezare cunoscută din epoca bronzului din sudul Levantului.
- 7 octombrie: Regele Carl al XVI-lea Gustaf al Suediei decide că copiii prințului Carl Philip și prințesei Sofia, și copiii prințesei Madeleine și Christopher O'Neill nu vor mai fi membri ai Casei Regale a Suediei. Scopul deciziei este de a stabili care membri ai familiei regale ar putea fi de așteptat să îndeplinească funcții oficiale de șef al statului sau în legătură cu funcția de șef al statului.[5]
- 7 octombrie: Astronomii anunță descoperirea a 20 de luni noi în jurul lui Saturn, adăugându-se la cele 62 cunoscute anterior. Lunile noi cuprind 17 luni lungi retrograde din grupul Norse și trei luni prograde, dintre care două aparțin grupului Inuit.[6]
- 9 octombrie: Președintele turc, Recep Tayyip Erdoğan, spune că țara sa a lansat o invazie militară în nordul și estul Siriei. Forțele Democratice Siriene solicită sprijin aerian de urgență din Statele Unite, și o zonă de interdicție aeriană deasupra nordul Siriei pentru a o proteja de raiduri aeriene turcești. Președintele american Donald Trump a ordonat forțelor americane să nu intervină în conflict.[7][8]
- 10 octombrie: Moțiunea de cenzură intitulată „Ca să reconstruim România, Guvernul Dăncilă trebuie demis de urgență!” inițiată de 237 de parlamentari PNL, USR, PMP, PRO România, ALDE, UDMR, minorități naționale, împotriva guvernului Dăncilă a fost adoptată de Parlament cu 238 de voturi „pentru”; numărul necesar pentru adoptarea moțiunii a fost de 233 de voturi.[9]
- 15 octombrie: Numărul de persoane confirmate ucise în centrul și estul Japoniei de către taifunul Hagibis se ridică la 66, 15 persoane fiind încă dispărute și peste 200 rănite.[10]

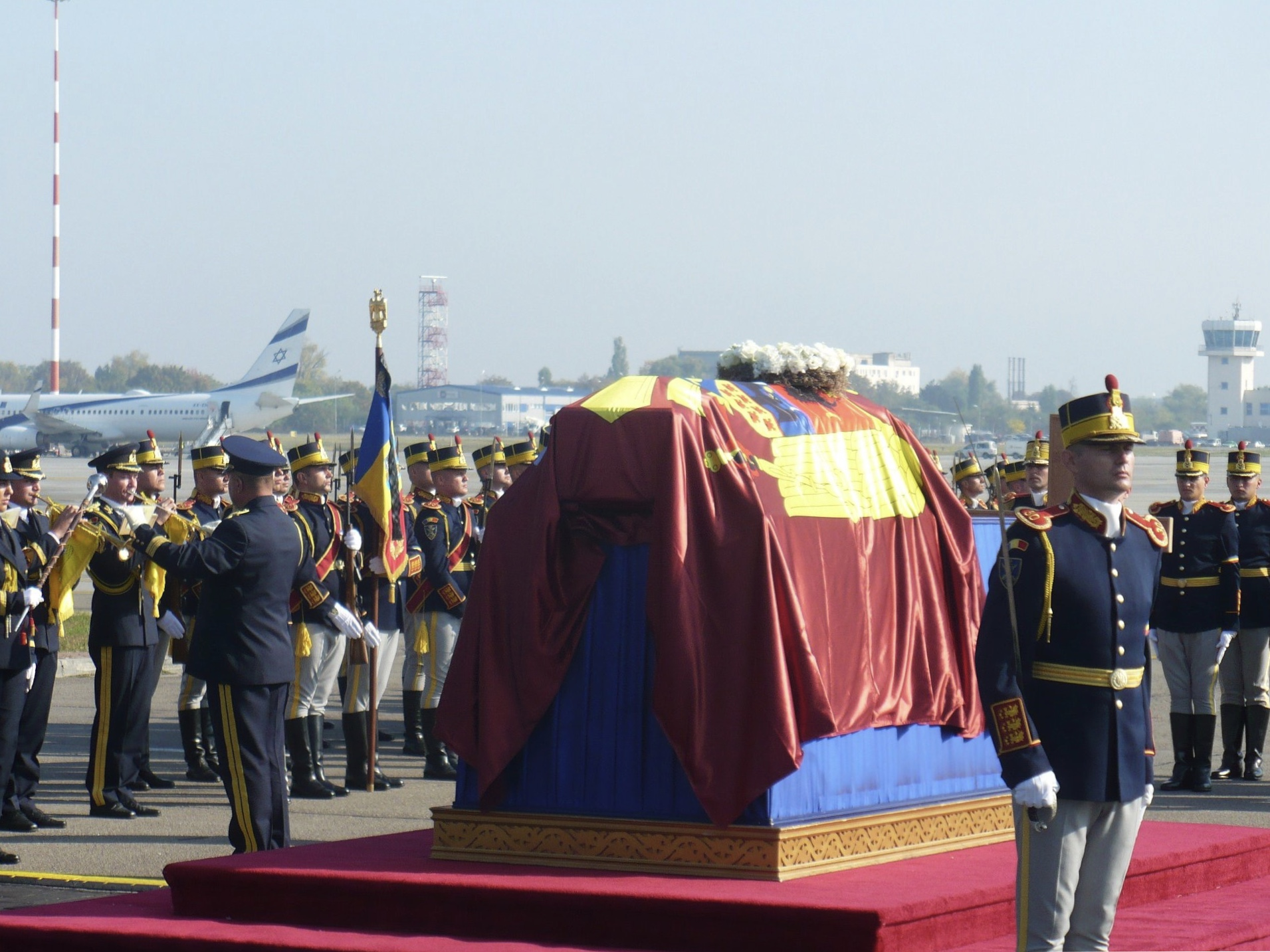
19 octombrie: Regina mamă Elena a fost reînhumată la Noua Catedrală Arhiepiscopală și Regală de la Curtea de Argeș.

- 16 octombrie: Arheologii au găsit mai mult de 20 de sicrie din lemn antice lângă orașul egiptean Luxor. Sicriele, ale căror decorații viu colorate sunt încă vizibile, au fost descoperite la necropola Theban din Asasif, pe malul de vest al râului Nil.[11]
- 19 octombrie: Regina mamă Elena a fost reînhumată la Noua Catedrală Arhiepiscopală și Regală de la Curtea de Argeș. Vineri, 18 octombrie, trupul reginei a fost adus în România din Elveția.[12]
- 20 octombrie: Alegeri locale în Republica Moldova.
- 23 octombrie: Deoarece în Chile protestele violente continuă, președintele chilian Sebastián Piñera își cere scuze, prîntr-o intervenție televizată, pentru eșecurile guvernului și promite reforme economice.[13]
- 22 octombrie: La Palatul Imperial din Tokyo are loc ceremonia de întronare a noului Împărat al Japoniei, Naruhito, la care au participat aproximativ 2.000 de invitați din care 420 demnitari străini.[14]
- 23 octombrie: Poliția engleză a descoperit 39 de cadavre în interiorul unui container frigorific al unui camion în Grays, Essex, Marea Britanie. Ele au fost transportate de la orașul belgian Zeebrugge, de-a lungul Canalului Mânecii, până la Purfleet. Șoferul, un bărbat din Irlanda de Nord, este arestat.[15]
- 26 octombrie: Într-o demonstrație la Barcelona, 350.000 de oameni protestează împotriva pedepselor cu închisoarea date liderilor catalani. Polițiști spanioli au intervenit în forță pentru a-i dispersa pe protestatarii catalani separatiști adunați în fața sediului poliției din centrul orașului.[16]
- 26 octombrie: Ascensiunea pe Uluru este interzisă permanent.
- 27 octombrie: Se crede că Abu Bakr al-Bagdadi, liderul Statul Islamic,  a murit într-un atentat sinucigaș, după ce forțele speciale ale coaliției conduse de SUA au atacat poziții deținute de rebelii din Siria. Președintele american Donald Trump afirmă decesul acestuia într-o declarație publică.[17]
- 28 octombrie: Un studiu al Institutului de Cercetări Medicale Garvan din Sydney, și condus de genetista Vanessa Hayes, identifică regiunea Okavango din nordul Botswanei drept originea oamenilor moderni. Alți oameni de știință exprimă scepticism în acest sens, în special la dovezile primare ale studiului provenite de la ADN-ul mitocondrial.[18][19]

## Decese
- 1 octombrie: Karel Gott, 80 ani, cântăreț și compozitor ceh (n. 1939)
- 3 octombrie: Alberto Testa, 96 ani, dansator, coregraf, critic de dans și profesor italian (n. 1922)
- 3 octombrie: Alberto Testa, coregraf italian (n. 1922)
- 8 octombrie: Corneliu Gheorghiu, 95 ani, pianist și compozitor belgian de etnie română (n. 1924)
- 9 octombrie: Loránd Gáspár, 94 ani, scriitor maghiar (n. 1925)
- 9 octombrie: Ion Moraru, 90 ani, scriitor și activist anticomunist din R. Moldova (n. 1929)
- 9 octombrie: Ion Moraru, scriitor și politician moldovean (n. 1929)
- 10 octombrie: Marie-José Nat, 79 ani, actriță franceză de film și TV (n. 1940)
- 11 octombrie: Aleksei Leonov, 85 ani, cosmonaut rus (n. 1934)
- 12 octombrie: Nanni Galli, 79 ani, pilot italian de Formula 1 (n. 1940)
- 13 octombrie: Charles Jencks (Charles Alexander Jencks), 80 ani, arhitect, profesor și scriitor american (n. 1939)
- 14 octombrie: Harold Bloom, 89 ani, teoretician literar american, critic, istoric literar, profesor (n. 1930)
- 14 octombrie: Sulli (n. Choi Jin-ri), 25 ani, cântăreață, actriță și model sud-coreeană (n. 1994)
- 15 octombrie: Tamara Buciuceanu, 90 ani, actriță română de film, teatru și TV (n. 1929)
- 16 octombrie: Alexandru Lazăr, 86 ani, actor român și critic de film (n. 1933)
- 16 octombrie: Alexandru Lazăr, actor și critic de film român (n. 1933)
- 16 octombrie: John Tate, 94 ani, matematician american câștigător al Premiului Abel în 2010 (n. 1925)
- 17 octombrie: Angelika Werthmann, 55 ani, politiciană austriacă (n. 1963)
- 18 octombrie: Mihail Mia Iovin, 93 ani, scriitor român (n. 1925)
- 23 octombrie: Nicolae Urdăreanu, 82 ani, solist român de operă (bariton), (n. 1937)
- 23 octombrie: Jannis Sakellariou, 79 ani, politician german (n. 1939)
- 24 octombrie: Michael Blumlein, 71 ani, scriitor american (n. 1948)
- 24 octombrie: Iuliana Simonfi, 63 ani, antrenoare română de gimnastică (n. 1956)
- 24 octombrie: Kaoru Yachigusa, 88 ani, actriță japoneză (n. 1931)
- 26 octombrie: Abu Bakr al-Bagdadi, 48 ani, conducător al Statului Islamic din Irak și Levant (n. 1971)
- 27 octombrie: Vladimir Bukovski, 76 ani, disident antisovietic, autor și activist politic (n. 1942)
- 29 octombrie: Mihai Constantinescu, 73 ani, cântăreț român de muzică ușoară (n. 1946)